# ألفرد كونز
ألفرد كونز هو موزع وملحن كندي، ولد في 26 مايو 1929، وتوفي في 16 يناير 2019.